# Sacas

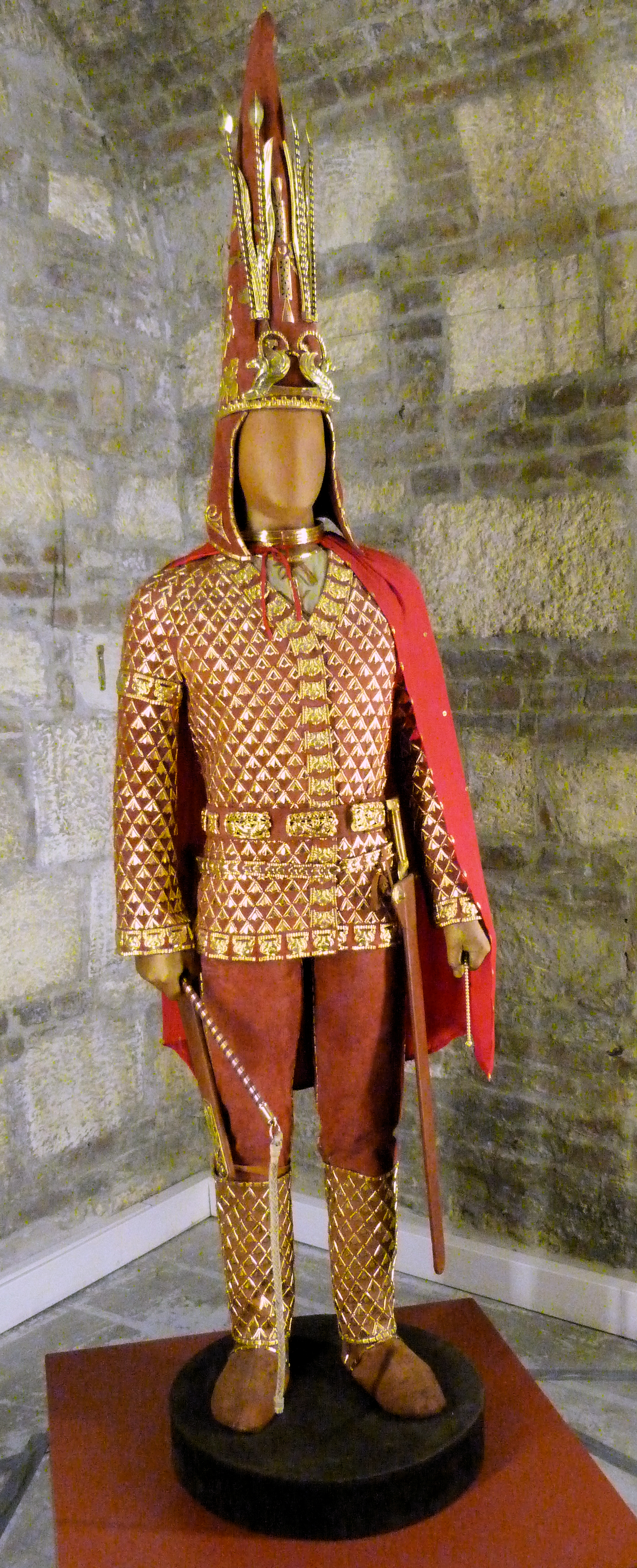
O Guerreiro Dourado do curgã de Issyk

Sacas (em persa: سَکاها, do antigo iraniano sakā, plural masculino nominativo; em grego antigo: Σάκαι, transl. Sakai; em sânscrito: शक) foram uma população de tribos nômades iraniana da Ásia Central, que falavam uma língua iraniana oriental.